# Pretty Persuasion (R.E.M.)
Pretty Persuasion è un brano musicale del gruppo musicale statunitense R.E.M., proveniente dal secondo album in studio Reckoning (1984). Esce solo come singolo promozionale, e raggiunge la posizione 44 in classifica negli U.S.A.; inoltre diventa molto popolare dal vivo.

## Classifiche
| Classifica (1984)             | Posizione massima |
| ----------------------------- | ----------------- |
| Stati Uniti (mainstream rock) | 44                |